# Аристов, Иван Гаврилович
Ива́н Гаври́лович Ари́стов (1913—1972) — советский гидрограф, исследователь Арктики и Антарктики, Почётный полярник.

## Биография
Иван Гаврилович Аристов родился в 1913 году в семье крестьянина в деревне Ощепково, Вохомский район Костромской области. Окончив сельскую школу, какое-то время был занят на сельскохозяйственных работах. В 1931 году перебрался жить в Ленинград, где работал на заводе «Красная Заря».
В 1936 году окончил рабочий факультет и, желая продолжить учёбу, поступил в Гидрографический институт при Главном управлении Северного морского пути. Летом 1941 года начинающий гидрограф был направлен проходить практику в лоцмейстерско-гидрографической экспедиции на гидробазе посёлка Провидения Чукотского автономного округа. Однако началась Великая Отечественная война, и учёбу пришлось прервать.
По окончании войны Иван Гаврилович вновь поступил в институт и окончил его в 1947 году. По окончании обучения он остался работать гидрографом в Главном управлении Северного морского пути и за последующие годы побывал во всевозможных местах Арктики и Антарктики: на Новосибирских островах, в Оленёкском заливе и на архипелагах Карского моря. С 1947 по 1949 годы занимал должность начальника партии, затем до 1952 года — руководителя экспедиции Тиксинской гидробазы. Выполняя обязанности гидрографа и зачастую штурмана, он работал на исследовательских судах «Айсберг», «Вест», «Верещагин», «Донец», «Исследователь» и «Циркуль», принимал участие во второй (1956—1958 годы) и восьмой (1962—1964 годы) Советских антарктических экспедициях и в экспедиции к южному геомагнитному полюсу.
За долгие годы, посвящённые изучению Арктики и Антарктики, Иван Гаврилович Аристов был награждён медалью «За трудовое отличие» и знаком «Почетному полярнику», а также внесён в книгу почёта Гидрографического предприятия Министерства морского флота.
Ушёл на пенсию в 1968 году, в 1972 году погиб в автокатастрофе, похоронен в Санкт-Петербурге на Южном кладбище.

## Память
В честь Ивана Аристова названы мыс бухты Плавниковая Карского моря на восточном Таймыре и банка в море Амундсена в районе Земли Мэри Бэрд в Антарктиде.